# Бикетов, Михаил Филиппович
Михаил Филиппович Бикетов (1923—2000) — полный кавалер Ордена Славы, стрелок 120-го гвардейского Познанского Краснознаменного ордена Александра Невского стрелкового полка (39-я гвардейская стрелковая дивизия, 8-я гвардейская армия, 1-й Белорусский фронт).

## Биография

### До войны
М. Ф. Бикетов родился 1 мая 1923 года в селе Соловьёво ныне Зыряновского района Восточно-Казахстанской области в семье крестьянина. Русский. Образование неполное среднее. После окончания школы жил в селе Ново-Покровка той же области, работал в колхозе «Ударник второй пятилетки».

### Во время войны
В 1942 году был призван в Красную армию. На фронте с марта 1944 года. Воевал в составе 120-го гвардейского стрелкового полка 39-й гвардейской стрелковой дивизии. Участвовал в боях за освобождение южной Украины. После выхода к низовьям Днестра дивизия была переброшена на 1-й Белорусский фронт.
20 июля 1944 года при форсировании в составе передового отряда реки Западный Буг (восточнее города Хелм, Польша) гвардии рядовой Бикетов одним из первых достиг другого берега. Увлекая за собой товарищей, он ворвался во вражескую траншею и в рукопашной схватке уничтожил трёх гитлеровцев. Вместе с бойцами отбил несколько контратак противника, нанеся существенный урон в живой силе. 24 июля в уличных боях за город Люблин уничтожил до 10 гитлеровцев и вынес с поля боя раненого командира роты. Приказом командира 39-й гвардейской стрелковой дивизии от 5 августа 1944 года гвардии рядовой Бикетов Михаил Филиппович награждён орденом Славы 3-й степени (№ 88657).
31 января 1945 года в боях на подступах к городу Познань гвардии старшина Бикетов скрытно достиг расположения противника и метким огнём из автомата поразил 3 пулемётчиков, находившихся в доте. Затем был назначен старшим штурмовой группы по подавлению второго дота. Он умело организовал сближение, и группа без потерь достигла укрепления. В момент взятия дота Бикетов был ранен в ногу. Приказом по войскам 8-й гвардейской армии от 11 февраля 1945 года за отважные и умелые действия в боях за город Познань гвардии старшина Бикетов Михаил Филиппович награждён орденом Славы 2-й степени (№ 11365).
Через три месяца, подлечившись в медсанбате, догнал свою часть, которая в это время вела бои уже на южной окраине Берлина.
25 апреля 1945 года в уличных боях за город Берлин гвардии старшина Бикетов из трофейного фаустпатрона подавил огонь двух пулемётов, закрывавших штурмовой группе дорогу в дом. Через три дня в числе первых переправился через Ландвер-канал. 30 апреля действуя в составе штурмовой группы, бутылками с горючей смесью поджёг дом, превращённый гитлеровцами в опорный пункт, штурмовое орудие. Огнём из автомата уничтожил две огневые точки и 8 вражеских солдат. В этом бою был тяжело ранен. День Победы встретил в медсанбате. После выздоровления в 1945 году был демобилизован. Вернулся на родину.
Указом Президиума Верховного Совета СССР от 15 мая 1946 года за образцовое выполнение заданий командования в боях с немецко-фашистскими захватчиками на завершающем этапе Великой Отечественной войны гвардии старшина Бикетов Михаил Филиппович награждён орденом Славы 1-й степени (№ 1283). Стал полным кавалером ордена Славы.

### После войны
Работал в сельском хозяйстве: животноводом, затем в строительной бригаде в совхозе «Зыряновский», Восточно-Казахстанской области. Член КПСС с 1968 года. Позднее переехал в село Улькан Казачинско-Ленского района Иркутской области. Умер 7 апреля 2000 года.